# Бірбхум (округ)
Бірбхум (бенг. বীরভূম জেলা) — округ в індійському штаті Західний Бенгал. Адміністративним центром округу є місто Сурі.

## Географія
На півночі та заході округ межує зі штатом Джхаркханд, на сході — з округом округом Муршидабад, а на півдні природним кордоном з округом Бардхаман слугує річка Аджай.

## Відомі уродженці
- Пранаб Кумар Мукерджі — президент Індії.